# Avarthi, Piriyapatna
Avarthi là một làng thuộc tehsil Piriyapatna, huyện Mysore, bang Karnataka, Ấn Độ.